# Arroyo Chaa
Arroyo Chaa (también Chaa Creek en Belice) es una corriente de agua afluente del río Macal, en el Distrito de Cayo en el oeste de Belice. Una de las estaciones hidrológicas de control del río Macal se encuentra ubicada muy cerca de la confluencia del arroyo Chaa.
Hay también un yacimiento arqueológico maya precolombino en la cuenca del arroyo que está mayormente inexplorado. Una cierta investigación arqueológica ha sido conducida en el arroyo, conocido en Belice por su nombre en inglés, Chaa Creek, durante el año de 1997 por la Universidad de Harvard. Cerámica y otros artefactos relacionados con valor arqueológico han sido recuperados en el yacimiento que toma el nombre del arroyo. El sitio ha sido identificado como un satélite de Xunantunich.
Existe un área natural reservada (The Chaa Creek Nature Reserve), que incluye el sitio arqueológico, reconocida como zona para observar aves y realizar otros estudios de historia natural.
La geología de la cuenca está caracterizada por roca calcárea asociada a las partes inferiores de la sierra Maya, de donde desciende el caudal del arroyo.